# 貝爾泰亞鄉
45°14′N 25°52′E / 45.233°N 25.867°E
貝爾泰亞鄉（羅馬尼亞語：Comuna Bertea, Prahova），是羅馬尼亞的鄉份，位於該國中南部，由普拉霍瓦縣負責管轄，面積35平方公里，海拔高度537米，2007年人口3,415，人口密度每平方公里99人。